# Dimitri Colupaev
Dimitri Colupaev, né le 29 janvier 1990 à Chișinău (Moldavie), est un nageur allemand participant aux épreuves de nage libre.

## Carrière
Aux championnats d'Europe 2012, il est titré dans le relais 4 × 200 m nage libre. Il participe ensuite aux Jeux olympiques d'été de 2012 à Londres, où il est engagé dans le relais 4 × 200 m qui prend la quatrième place. Aux championnats du monde en petit bassin 2012, il est médaillé de bronze au relais 4 × 200 m nage libre avec Paul Biedermann, Yannick Lebherz et Christoph Fildebrandt.

## Palmarès

### Championnats du monde

#### En petit bassin
- Championnats du monde 2012 à Istanbul (Turquie) :
  -  Médaille de bronze au titre du relais 4 × 200 m nage libre.

### Championnats d'Europe

#### En grand bassin
- Championnats d'Europe 2012 à Debrecen (Hongrie) : 
  -  Médaille d'or du  4 × 200 m nage libre